# Culture de Maadi-Bouto
La culture de Maadi-Bouto est une culture archéologique du Néolithique égyptien (Période prédynastique égyptienne), qui s’est développée en Basse-Égypte d'environ 4000 à 3500 av. J.-C., parallèlement à la culture de Nagada, sur les sites archéologiques de Maadi, Ouadi Digla, Héliopolis et Bouto. Héritière des premières cultures paysannes implantées dans le delta du Nil, elle semble plus égalitaire que celles de la Haute-Égypte.

## Habitat
À Maadi, l’habitat est de plusieurs types. Deux ont déjà été rencontrés dans le sud (huttes ovales, maisons rectangulaires). Un troisième est original, de grandes maisons ovales (3 × 5 m), en partie creusées dans le roc, couvertes d’une superstructure de bois (à comparer avec Beer-Sheva en Israel. Les nécropoles sont nettement séparées de l’habitat, constituées de fosses ovales de 1 × 0,70 m.

## Mode de subsistance
Les bourgades de cette culture ont un caractère agricole et pastoral plus marqué, recourant moins à la chasse et à la pêche qu’à Nagada.

## Artisanat
La céramique, plus fruste que dans le sud, en imite cependant certaines techniques et certains décors.

## Commerce
Les sites du nord se caractérisent aussi par le développement des contacts intenses avec le nord-est, avec des relations commerciales entre la vallée du Nil, Canaan et l’Orient. L’apport de productions du sud (palettes, têtes de massue, vase de pierre, pierres dures, ivoires, céramique) est notable. En échange, Maadi, notamment, exporte vers le sud des objets de cuivre dont on développe la fabrication (aiguilles, hameçons, anneaux, haches) à partir du minerai du Sinaï. Les relations de Maadi avec le Levant sont bien attestées par la voie nord-sinaïtique (caravanes d’ânes), apportant un matériel typiquement cananéen.

## Analyse
Bouto parait opposer davantage de résistance à l’adoption des traits culturels nagadiens et mérite une attention particulière pour les contacts qui s’y développent avec le Levant, et au-delà, la Mésopotamie après 3500 av. J.-C..